# Аполо 2
Аполо 2 (или SA-203, AS-203) е второто изстрелване на втората степен (S-IVB) на ракетата Сатурн IB от американската програма Аполо, извършен на 5 юли 1966 г. Ракетата е изстреляна в 20 часа 53 минути UTC от космодрума Кейп Канаверъл, площадка 37.

## Цели
Основната цел е да се изпита втората степен S-IVB на ракетата-носител, както и поведението на горивото в резервоарите при безтегловност. Това е с цел да се използва степента за насочване на космическия кораб по поосока на Луната. Поради това трябвало да се знае какво става в резероарите и за целта са поставени 83 датчика за наблюдаване на различни параметри и няколко видеокамери.

## Подготовка
През пролетта на 1966 г. е взето решение да се проведе мисия AS-203 преди AS-202, тъй като космическия кораб (CSM) не е готов за полет. Степен S-IVB пристига на космодрума Кейп Канаверал на 6 април 1966 г., а степен S-IB (първа) пристига шест дни по-късно.
На 19 април започва сглобяването на ракетата на площадка 37В и инженерите се натъкват на същите проблеми, констатирани при мисия AS-201, в това число и напукани спойки в платките на електрониката, изискващи повече от 8000 замени.
През юни 1966 г., на космодрума са подготвени три ракети „Сатурн“ в различни стадии на завършване: площадка 39А – напълно готова без товар; на площадка 34 – ракетата за мисия Аполо 3 (AS-202) и на площадка 37В – тази за мисия Аполо 2 (AS-203).

## Полет
Ракетата стартира от космодрума Кейп Канаверал, площадка 37В в 14:53:13 UTC на 5 юли 1966 г. Полетът е забавен с 1 час 53 минути поради загуба на сигнал от телевизионна камера (неремонтирана). Излизането в орбита става без проблеми. Първата степен работи в продължение на 2 минути и 20 секунди, а втората – 4 минути и 50 секунди и влиза в кръгова орбита от около 190 км. Ракетата се държи според прогнозите. Завръщане на Земята не е предвидено и след четири обиколки е решено да се тества якостта на резервоарите на втората степен на налягане. За целта са затворени вентилационните отвори на водородните резервоари, а се понижава налягането на кислородните, като е поставен под натиск, докато те се пръснат.
Всички цели на мисията са постигнати, степен S-IVB етап е доказано, че може да бъде повторно стартирана в орбита, и е в състояние да изпълни полет с космически кораб „Аполо“ към Луната. Следващите изпитания са за провеждане на летателната годност на космическия кораб. За четвъртия полет на „Сатурн IB“, под името AS-204, се планирала пилотирана мисия.